# يو سو جونغ
يو سو جونغ مواليد 4 يونيو 1996، هي لاعبة كرة يد كورية جنوبية تلعب كظهير أيمن. مثلت منتخب كوريا الجنوبية لكرة اليد للسيدات. شاركت في دورة الألعاب الأولمبية الصيفية سنة 2016.

## سجل المنافسة
شاركت في البطولات التالية:
- الألعاب الأولمبية الصيفية 2016
- بطولة العالم لكرة اليد للسيدات 2015

## روابط خارجية
- يو سو جونغ على موقع أوليمبيديا (الإنجليزية)